# Renkovci
Renkovci (węg. Lendvaerdő) – wieś w Słowenii, w gminie Turnišče. 1 stycznia 2018 liczyła 605 mieszkańców.